# Carbură de siliciu
Carbura de siliciu, de asemenea cunoscută și sub numele de carborundum (sau simplu „carborund”) este un compus al carbonului și siliciului, cu formula chimică SiC. Este răspândit în natură sub forma mineralului extrem de rar numit moissanit. Compusul a fost sintetizat la nivel industrial încă din 1893 pentru utilizările sale ca  material abraziv.
Carbura de siliciu pură este incoloră. Pentru fabricarea corpurilor abrazive se folosesc două categorii de SiC: carbură de siliciu verde (Cv) și carbură de siliciu neagră (Cn). Carbura de siliciu verde este cea mai pură, fiind produsă dintr-un amestec pur de nisip cuarțos  și cocs de petrol; carbura de siliciu neagră este produsă din material de alimentare reciclat care include SiC amorfă din cicluri de calcinare anterioare. Culoarea neagră provine diun impurități de fier.
Carbura de siliciu verde are cea mai mare puritate, fiind fabricată cu SiC> 98,5 %. Carbura de siliciu neagră are o puritate mai scăzută (95-98%). SiC verde este întrucâtva mai dură însă mai friabilă. Din această cauză este folosită pentru rectificarea materialelor mai dure, de exemplu produse din fontă dură turnată, titan și materiale ceramice pentru scule așchietoare. Carbura de siliciu neagră este folosită mai mult pentru rectificarea metalelor neferoase moi și a materialelor nemetalice cum sunt cauciucul, lemnul, ceramice și sticla.

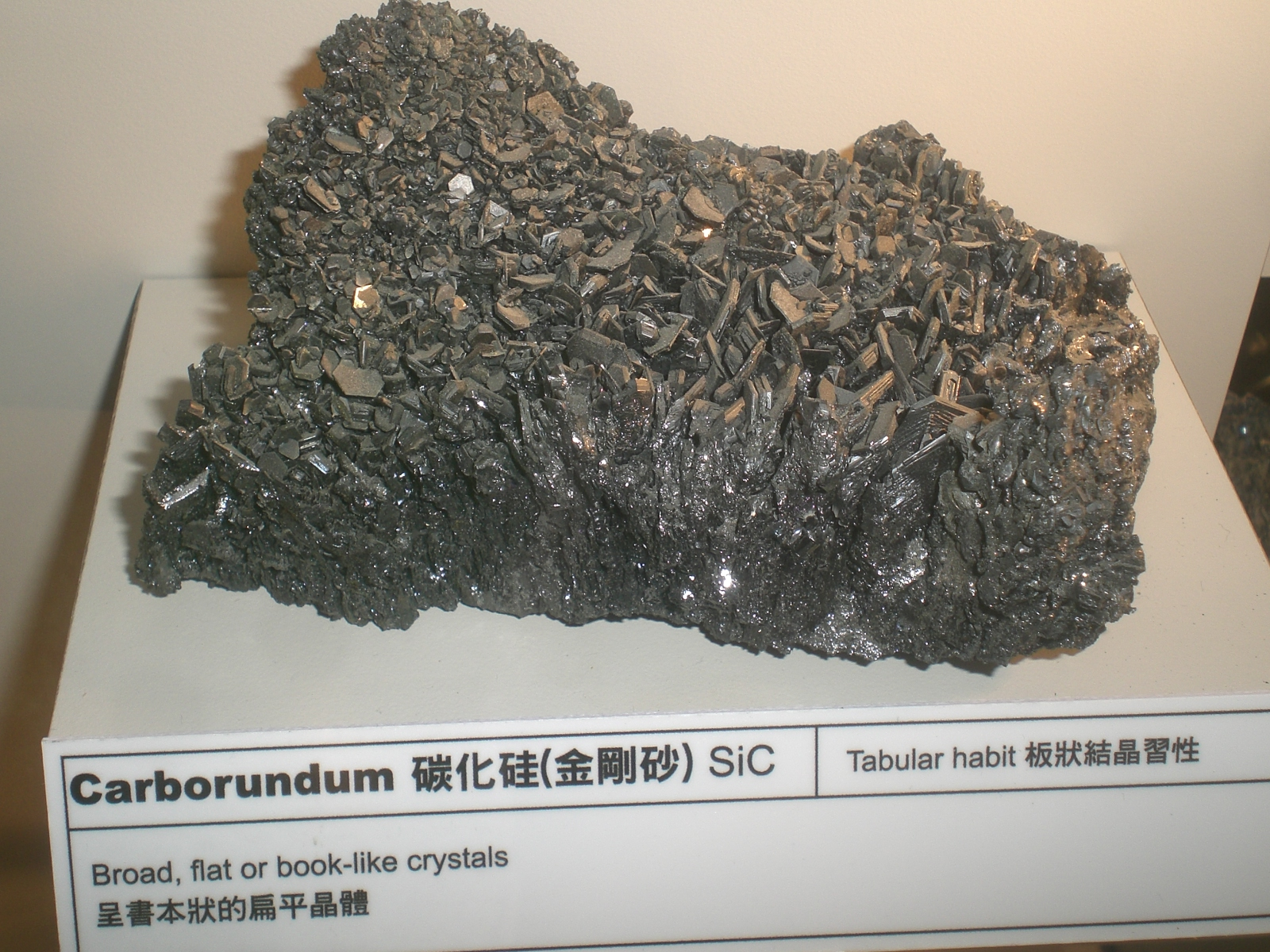
Moissanit artificial